# Francis Charles Bridgeman
Sir Francis Charles Bridgeman Simpson (od roku 1896 příjmení Bridgeman) (7. prosince 1848, Babworth, Anglie – 17. února 1929, Nassau, Bahamy) byl britský admirál. V Royal Navy sloužil od roku 1862, vystřídal působení v řadě destinací britské koloniální říše. V roce 1911 dosáhl hodnosti admirála a krátce zastával funkci prvního námořního lorda (1911–1912). Rezignoval kvůli sporům s ministrem námořnictva Winstonem Churchillem a poté odešel do soukromí.

## Životopis

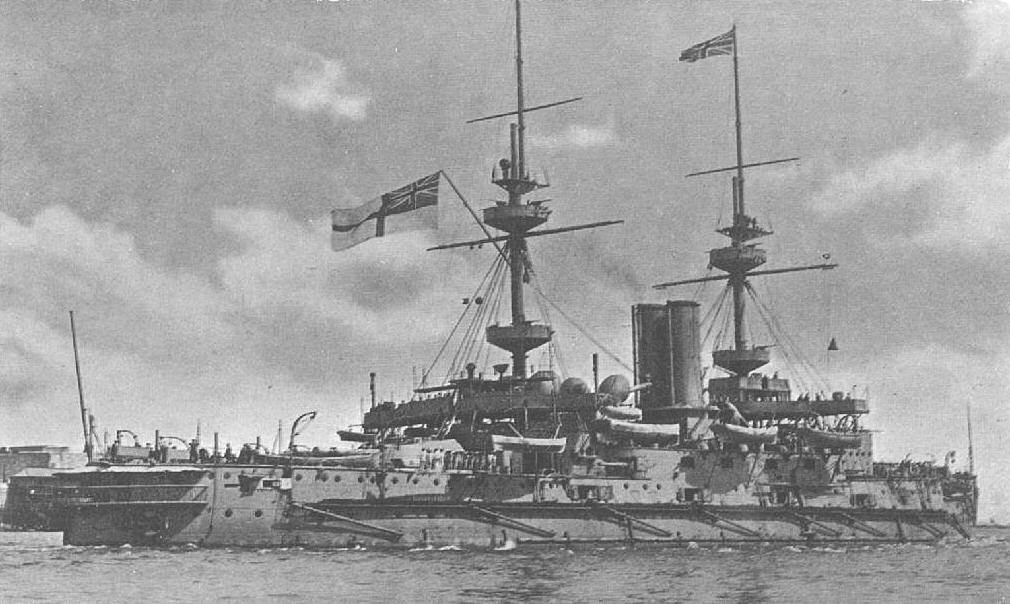
Bitevní loď HMS Majestic, vlajková loď admirála Bridgemana jako vrchního velitele Home Fleet

Narodil se na zámku Babworth Hall (hrabství Nottinghamshire) jako Francis Charles Simpson, byl nejmladším ze tří synů reverenda Williama Simpsona (1813–1890), matka Frances Fitzwilliam (1813–1887) pocházela z rodu hrabat Fitzwilliamů. Do Royal Navy vstoupil jako kadet v roce 1862, sloužil v Austrálii, u břehů Číny, ve Středomoří a v Tichém oceánu, během služby se vypracoval jako dělostřelecký důstojník. V roce 1884 byl povýšen na komandéra a v roce 1890 dosáhl hodnosti kapitána. V roce 1896 změnil příjmení na Bridgeman a od roku 1897 sloužil v Portsmouthu, v letech 1901–1903 byl námořním pobočníkem krále Eduarda VII.
V roce 1903 byl povýšen na kontradmirála a vystřídal post zástupce vrchního velitele v Lamanšském průlivu (1904) a ve Středozemním moři (1904–1906). V hodnosti viceadmirála (1907) byl pak prvním vrchním velitelem nově zřízeného loďstva Home Fleet (1907–1909). Poté byl druhým námořním lordem (1909–1911). V březnu 1911 se vrátil na vrchní velitelství Home Fleet a v dubnu téhož roku dosáhl hodnosti admirála. V listopadu 1911 byl jmenován prvním námořním lordem, ale již v lednu 1912 onemocněl a část jeho kompetencí převzal Louis Battenberg. Kromě toho se během roku 1912 dostal do zásadních sporů s prvním lordem admirality Winstonem Churchillem především v technických otázkách a v prosinci 1912 na funkci prvního námořního lorda rezignoval. Během služby obdržel v roce 1908 rytířský kříž Řádu lázně a od té doby mu náležel šlechtický titul Sir. V roce 1911 získal velkokříž Viktoriina řádu a při odchodu do výslužby byl dekorován velkokřížem Řádu lázně (1912), byl též nositelem francouzského Řádu čestné legie. Penzionován byl formálně k datu 7. prosince 1913. Po první světové válce zastával čestnou hodnost viceadmirála Spojeného království (1922–1929), pobýval ale převážně v soukromí na zámku Copgrove Hall v hrabství York.
S manželkou Emily Shiffnerovou (1842–1922) neměl žádné potomstvo. Emily byla dědičkou panství Copgrove v Yorkshire, kde pak admirál Bridgeman trvale pobýval.